# Ana & Jorge
 (février 2017).
Si vous disposez d'ouvrages ou d'articles de référence ou si vous connaissez des sites web de qualité traitant du thème abordé ici, merci de compléter l'article en donnant les références utiles à sa vérifiabilité et en les liant à la section « Notes et références ».
Albums de Ana Carolina
Perfil
(2003) Dois Quartos
(2006)
Albums par Seu Jorge
The Life Aquatic Studio Sessions
(2005) América Brasil o Disco
(2007)
Singles
1. É isso aí (The Blower's Daughter)
2. Prá Rua me Levar

Ana & Jorge: Ao Vivo est le quatrième album de la chanteuse MPB, pop brésilienne Ana Carolina, réalisé en collaboration avec le musicien Seu Jorge, sorti en 2005.

Il est enregistré lors du spectacle de présentation du projet "Tom Acoustic" à São Paulo (Brésil).

## Présentation
Le 28 novembre 2005, grâce à un projet promu par le site Tom Brasil (pt), Ana Carolina et Seu Jorge enregistrent l'album Ana & Jorge: Ao Vivo, concert dont certains titres sont ensuite extraits sous forme de singles : Prá Rua me Levar et le hit É isso aí.
Enregistré au "Tom Acoustic", maintenant connu sous le nom de HSBC Brasil, à Sao Paulo, le spectacle présente des versions acoustiques de chansons à succès de la carrière des deux chanteurs, tels que São Gonça, Carolina et Chatterton (par Seu Jorge) et Prá Rua me Levar, Garganta et Vestido estampado (par Ana Carolina).
Le spectacle présente également de nouvelles chansons comme Nega Marrenta, Notícias Populares (plus tard re-enregistré par Ana pour son double album Dois Quartos et qui sont, dans cette édition, uniquement présents sur le DVD), Brasil corrupção (avec Tom Zé) et É isso aí la version portugaise de The Blower's Daughter (pt) (du musicien irlandais Damien Rice), considérée comme la chanson la plus réussie de l'album, et qui sort en tant que premier single.
L'album s'est vendu à plus de 300 000 exemplaires au Brésil, le certifiant triple-disque de platine.

## Liste des titres
| 1.    | São Gonça                                                   | Seu Jorge                                                    | 4:57 |
| 2.    | Problema Social                                             | Guará, Fernandinho                                           | 4:14 |
| 3.    | Zé do caroço                                                | Leci Brandão                                                 | 4:12 |
| 4.    | Carolina                                                    | Seu Jorge                                                    | 4:49 |
| 5.    | Comparsas / O Pequenez e o Pit Bull                         | Ana Carolina, Seu Jorge, Gabriel Moura, Jovi Joviano, Aranha | 4:57 |
| 6.    | Tanta saudade                                               | Djavan, Chico Buarque                                        | 3:22 |
| 7.    | É isso aí (The Blower's Daughter) (Adapté par Ana Carolina) | Damien Rice                                                  | 5:18 |
| 8.    | Prá Rua me Levar                                            | Ana Carolina, Totonho Villeroy                               | 3:42 |
| 9.    | Chatterton                                                  | Serge Gainsbourg                                             | 4:22 |
| 10.   | Beatriz                                                     | Edu Lobo, Chico Buarque                                      | 6:41 |
| 11.   | Brasil corrupção (Unimultiplicidade)                        | Tom Zé, Ana Carolina                                         | 2:50 |
| 12.   | Mais que isso                                               | Chico César, Ana Carolina                                    | 2:29 |
| 13.   | Garganta                                                    | Totonho Villeroy                                             | 4:19 |
| 14.   | Vestido estampado                                           | Ana Carolina                                                 | 3:51 |
| 15.   | O beat da beata                                             | Ana Carolina, Seu Jorge                                      | 5:34 |
| 65:38 |                                                             |                                                              |      |

### DVD
Le DVD s'est vendu à plus de 100 000 exemplaires au Brésil, le certifiant disque de diamant.
| No  | Titre                                              | Durée |
| --- | -------------------------------------------------- | ----- |
| 1.  | São Gonça                                          |       |
| 2.  | Tive Razão                                         |       |
| 3.  | Zé do caroço                                       |       |
| 4.  | Brasis                                             |       |
| 5.  | Carolina                                           |       |
| 6.  | Comparsas / O Pequenez e o Pit Bull                |       |
| 7.  | Tanta saudade                                      |       |
| 8.  | É isso aí (The Blower's Daughter)                  |       |
| 9.  | Prá Rua me Levar                                   |       |
| 10. | Chatterton                                         |       |
| 11. | Nega Marrenta                                      |       |
| 12. | Notícias Populares                                 |       |
| 13. | Só de Sacanagem                                    |       |
| 14. | Brasil corrupção (Unimultiplicidade)               |       |
| 15. | Beatriz                                            |       |
| 16. | Mais que isso                                      |       |
| 17. | Garganta                                           |       |
| 18. | Vestido estampado                                  |       |
| 19. | O beat da beata                                    |       |
| 20. | Convites para a vida (enregistré en version samba) |       |

#### Extras
- Mais Samba (extraits écrits dans un style samba) :

1. Se o Caminho é Meu / Sonho Meu / Alguém Me Avisou
2. Tendências
3. Quatro Toras de Queijo

- Making-of
- Texte : Alfredo, é Gisele

## Crédits

### Membres du groupe
- Ana Carolina – violon, chant, percussion, basse, production, direction
- Seu Jorge : clarinette, violon, chant, percussion, basse, direction
- Pretinho DaSerrinha : guitare

### Équipes technique et production
- Marilene Gondim : producteur, producteur exécutif
- Bruno Batista : direction artistique
- Daniela Conolly : graphic design, direction artistique
- Vitor Farias : ingénieur
- Carlinhos Freitas : mastering
- Bernardo Pacheco : technicien du son
- Sérgio Ricardo : mixage
- Marcelo Sussekind : mixage

## Certifications
| Pays          | Format | Certification | Ventes   |
| ------------- | ------ | ------------- | -------- |
| Brésil - ABPD | CD     | 3 × Platine   | 300 000+ |
| Brésil - ABPD | DVD    | Diamant       | 100 000+ |